# Tiszagyenda
Tiszagyenda là một thị trấn thuộc hạt Jász-Nagykun-Szolnok, Hungary. Thị trấn này có diện tích 36,93 km², dân số năm 2010 là 989 người, mật độ 27 người/km².